# Chaetostomella similis
Chaetostomella similis är en tvåvingeart som beskrevs av Chen 1938. Chaetostomella similis ingår i släktet Chaetostomella och familjen borrflugor. Inga underarter finns listade i Catalogue of Life.